# غوستاف رنفال
غوستاف رنفال (Gustaf Renvall؛ هايكو، 23 سبتمبر 1781 - أولفيلا، 22 يناير 1841) قس وفقيه لغوي فنلندي.
وُلـِد رنفال نجلاً لمربي الخيل، وتخرج في عام 1801. وعـُين كاهناً عام 1806 كما وحصل على درجة الماجستير في 1811.
بدأ رنفال معلماً للفنلندية في أكاديمية توركو وعـُين في وقت لاحق أستاذاً مساعداً في التعليم. في 1819 ، أصبح أحد رجال الدين في أوسكيلا وفي أولفيلا عام 1829.